# ルガンティーノ (映画)
『ルガンティーノ』（イタリア語: Rugantino）は、1973年（昭和48年）製作・公開、パスクァーレ・フェスタ・カンパニーレ監督のイタリア映画である。イタリア式コメディの1作である。

## 略歴・概要
本作は、1962年（昭和37年）初演の音楽劇『ルガンティーノ』を原作とした映画作品で、同戯曲は演出家・劇作家のピエトロ・ガリネイとサンドロ・ジョヴァンニーニによる原案を、ガリネイ、ジョヴァンニーニ、パスクァーレ・フェスタ・カンパニーレ、マッシモ・フランチオーザの4人が共同執筆したものであった。本作の脚本は、カンパニーレとフランチオーザの2名が共同で同戯曲をさらに劇映画用に脚色したものである。
イタリア国内では、ティタヌスが配給して1973年3月28日に劇場公開された。2010年（平成22年）3月24日、配給元のティタヌスが「106分」ヴァージョンのDVDを発売している。
日本では、2011年（平成23年）3月現在に至るまで劇場公開、テレビ放映、ビデオグラム販売等は行われていない。

## スタッフ
- 監督 : パスクァーレ・フェスタ・カンパニーレ
- 原作 : ピエトロ・ガリネイ （Pietro Garinei）、サンドロ・ジョヴァンニーニ （Sandro Giovannini）、パスクァーレ・フェスタ・カンパニーレ、マッシモ・フランチオーザ
- 脚本 : パスクァーレ・フェスタ・カンパニーレ、マッシモ・フランチオーザ
- 撮影 : ガストーネ・ディ・ジョヴァンニ （Gastone Di Giovanni [4]）
- 美術監督 : エレーナ・リッチ （Elena Ricci, エレーナ・リッチ・ポッチェット Elena Ricci Poccetto [5]）
- 美術 : ジャンカルロ・バルトリーニ・サリンベーニ （Giancarlo Bartolini Salimbeni [6]）
- 衣裳 : フランコ・カッレッティ （Franco Carretti [7]）
- 編集 : マリオ・モッラ （Mario Morra）

## キャスト
クレジット順
- アドリアーノ・チェレンターノ （Adriano Celentano） - ルガンティーノ
- クラウディア・モーリ （Claudia Mori） - ロジーナ
- パオロ・ストッパ （Paolo Stoppa） - マストロ・ティッタ

- リカルド・ガッローネ （Riccardo Garrone） - 皇太子
- レンツォ・パルメール （Renzo Palmer） - セヴェリーニ枢機卿
- セルジオ・トファーノ （Sergio Tofano） - ミケーレ・サッコーニ侯爵
- トニ・ウッチ （Toni Ucci） - ニコロ・カピテッリ王子

アルファベット順
- レナート・バルディーニ （Renato Baldini）
- エルネスト・コッリ （Ernesto Colli [8]）
- ピッポ・フランコ （Pippo Franco）
- パトリツィア・ゴーリ （Patrizia Gori [9]）
- ロベルト・マルデーラ （Roberto Maldera [10]）
- サンドロ・メルリ （Sandro Merli）
- パオラ・モンテネーロ （Paola Montenero [11]）
- マリア・グラツィア・スピーナ （Maria Grazia Spina）
- グリエルモ・スポレティーニ （Guglielmo Spoletini）
- アルヴァロ・ヴィターリ （Alvaro Vitali） - 乞食 （ノンクレジット）

## 註
1. 1 2 3 4  Rugantino, インターネット・ムービー・データベース （英語）, 2011年3月15日閲覧。
2. 1 2  Rugantino, allmovie （英語）, 2011年3月15日閲覧。
3. ↑  パスクァーレ・フェスタ・カンパニーレ、allcinema ONLINE, 2011年3月15日閲覧。
4. ↑  Gastone Di Giovanni - IMDb（英語）, 2011年3月15日閲覧。
5. ↑  Elena Ricci Poccetto - IMDb（英語）, 2011年3月15日閲覧。
6. ↑  Giancarlo Bartolini Salimbeni - IMDb（英語）, 2011年3月15日閲覧。
7. ↑  Franco Carretti - IMDb（英語）, 2011年3月15日閲覧。
8. ↑  Ernesto Colli - IMDb（英語）, 2011年3月15日閲覧。
9. ↑  Patrizia Gori - IMDb（英語）, 2011年3月15日閲覧。
10. ↑  Roberto Maldera - IMDb（英語）, 2011年3月15日閲覧。
11. ↑  Paola Montenero - IMDb（英語）, 2011年3月15日閲覧。

## 関連事項
- イタリア式コメディ
- ルガンティーノ (演劇) （it:Rugantino (commedia musicale)）